# Minorville
Minorville település Franciaországban, Meurthe-et-Moselle megyében. Lakosainak száma 226 fő (2022. január 1.). Minorville Ansauville, Domèvre-en-Haye, Grosrouvres, Manoncourt-en-Woëvre, Manonville, Noviant-aux-Prés és Royaumeix községekkel határos.

## Népesség
A település népességének változása:
| Lakosok száma | 181  | 173  | 183  | 211  | 240  | 240  | 230  | 225  | 225  | 226  |
|               | 1968 | 1982 | 1990 | 2006 | 2013 | 2015 | 2017 | 2019 | 2020 | 2022 |